# Psellocoptus flavostriatus
Psellocoptus flavostriatus är en spindelart som beskrevs av Simon 1896. Psellocoptus flavostriatus ingår i släktet Psellocoptus och familjen flinkspindlar.
Artens utbredningsområde är Venezuela. Inga underarter finns listade i Catalogue of Life.